# 民雷路站
民雷路位于中华人民共和国上海市浦东新区曹路镇金海路与民雷路交叉口，是上海地铁9号线的地铁车站，于2017年12月30日启用。

## 车站结构

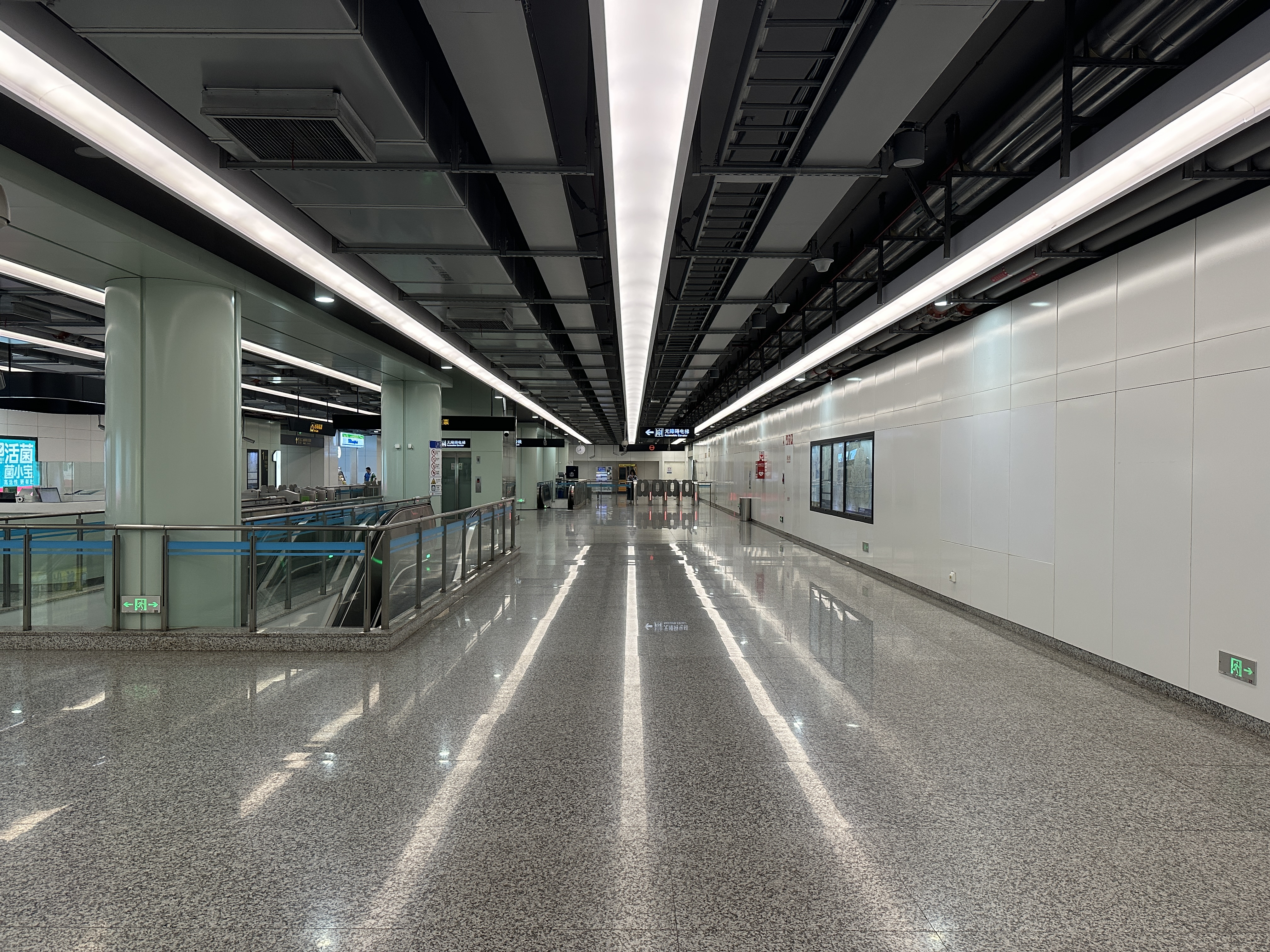
站厅

| 地面层   | 出入口             | 1-4出入口                        |  |  |
| 地下一层 | 站厅               | 票务服务、自动售票机、人工服务台 |  |  |
| 地下二层 | ①站台              | █ 9号线 往上海松江站（顾唐路）   |  |  |
|          | 岛式站台，左侧开门 |                                  |  |  |
|          | ②站台              | █ 9号线 往曹路（终点站）         |  |  |

### 车站出口
民雷路站共有4个出入口，各出入口如下所示：
| 出口编号            | 出口指示       | 照片 |
| ------------------- | -------------- | ---- |
| 1 · 出口            | 金海路，民雷路 |      |
| 2 · 出口            | 金海路，民雷路 |      |
| 3 · 出口            | 金海路，民雷路 |      |
| 4 · 出口 · （设有） | 金海路，民雷路 |      |
| 图例： 设有         |                |      |